# Rencontres européennes de l'Adami
L’Adami a pris l’initiative en novembre 2000, avec Jean Pelletier comme Délégué général, de créer les premières Rencontres européennes des artistes à Cabourg avec un double objectif :
- assurer la défense de la création artistique,
- faire partager la volonté de préserver et de conquérir des droits pour les artistes-interprètes à l’ensemble des associés et partenaires.

Chacune des éditions des Rencontres à Cabourg permet de réunir, en un même lieu et en même temps, les professionnels : comédiens, musiciens, chanteurs, producteurs, spécialistes des nouvelles technologies, juristes, représentants de sociétés « sœurs » de toute l’Europe et de leur donner les moyens de travailler ensemble, tout en y prenant plaisir, dans le cadre de la ville de Cabourg. Ainsi, ce sont plus de 300 professionnels et artistes de toute l’Europe (Allemagne, Autriche, Belgique, Chypre, Croatie, Danemark, Espagne, Estonie, Hongrie,  Italie, Pays-Bas, Pologne, Roumanie, Royaume-Uni, Russie, Slovaquie, Slovénie, Suède, Suisse…) qui se retrouvent chaque année à Cabourg.
Depuis maintenant plus de 10 ans, les REA accueillent chaque automne à Cabourg la filière professionnelle autour des problématiques liées à l’impact de la révolution numérique dans les pratiques des artistes-interprètes et le bouleversement qu’elle constitue dans l’économie de la culture.
Rappelons aussi que dès la première édition, la préoccupation liée à l’essor du peer to peer et des nouveaux modes de rémunérations sur internet fut au cœur des débats : la problématique du numérique constitue depuis le début le fil directeur des éditions successives, ainsi que le deviennent maintenant les questions liées aux enjeux des flux et de la dématérialisation grandissante des supports.
En appui des ateliers l'Adami a publié plusieurs études de référence :
- "La licence globale"  en 2004, présentation de ce concept de rémunération des ayants droit à l'ère du numérique
- "L'artiste-producteur en France en 2008", étude réalisée pour le compte de l'Adami par Aymeric Pichevin, janvier 2008
- "Les rémunérations des comédiens au cinéma et à la télévision", étude réalisée pour le compte de l'Adami par Marie Deniau, consultante culturelle, janvier 2008
- "Artiste 2020 -variations prospectives", ouvrage collectif de Jean Audouze, Françoise Benhamou, Jean-Robert Bisaillon, CharlElie, Monique Dagnaud, Jean-Michel Djian, Anne Hidalgo,Daniel Kaplan, Pierre-Michel Menger, Michel Mirandon, François Ribac, Jean-Louis Sagot-Duvauroux, Pierre Sauvageot, Jacques Toubon, Jean-Didier Vincent, collection évolutic, éditée par l'IRMA, septembre 2009
- "Les Musiciens dans la révolution numérique, inquiétude et enthousiasme", Maya Bacache, Marc Bourreau, Michel Gensollen et François Moreau, collection évolutic, éditée par l'IRMA, novembre 2009

Les REA sont aussi l’occasion pour l’Adami de décerner deux hommages : l’Hommage des Acteurs et l’Hommage des Chanteurs, en présence des membres des deux jurys, et d’organiser, aussi bien pour les participants que les habitants de Cabourg, des évènements festifs comme :
- la projection d’un long métrage en avant première,
- un concert (classique, jazz ou autre) dans l’église de Cabourg,
- une soirée dans un club de Cabourg.
Ces manifestations ont permis à l’Adami de recevoir à Cabourg des personnalités telles qu’Emmanuelle Béart, Sandrine Bonnaire, Nicole Croisille, Brigitte Fossey, Alain Chamfort, Sam Karmann, Jean-François Stévenin, Laurent Terzieff, Pierre Tchernia,Sam Karmann, Jean-François Stevenin, Jacques Chancel, Costa-Gavras etc.
La quatorzième édition des rencontres européennes de l'Adami aura lieu les 16 et 17 avril 2014 à Metz.
Toute l'actualité sur le site des REA : http://rea.adami.fr/

## Thèmes des éditions
- 2000 : Les artistes-interprètes face aux nouvelles technologies.
- 2001 : Les artistes et la gestion collective.
- 2002 : Les artistes face aux contextes juridique et industriel.
- 2003 : Les artistes, premiers acteurs de la diversité culturelle.
- 2004 : Les artistes-interprètes et les nouveaux modèles de diffusion.
- 2005 : Les artistes-interprètes en Europe : de nouveaux défis.
- 2006 : Réinventer l’exception culturelle à l’ère numérique, quelle place pour les artistes ?
- 2007 : Internet : les artistes-interprètes relèvent les défis !
- 2008 : L'artiste dans l'économie de la culture
- 2009 : Trois ateliers

1. L’artiste de demain : visions et réalités
2. Tous en ligne ! Quelle valeur ajoutée ? Quel partage ?  Économie et enjeux de la distribution numérique
3. Numérique : un bouleversement de la chaine des droits ?

- 2010 : Trois ateliers

1. La gestion collective est-elle une solution à la diffusion des œuvres sur les réseaux numériques ?
2. Le droit est-il un obstacle à la création et la diffusion des œuvres ?
3. L’Europe : chance ou menace pour la création ?

- 2011 : Trois ateliers

1. L'avenir de la gestion collective : concurrence, privatisation ou coopération?
2. Musique et audiovisuel : vers un flux absolu?
3. les artistes-interprètes et la politique : si j'étais Président...

- 2012 : Trois ateliers

1. Numérique, mondialisation et diversité sont dans un bateau...
2. Qui veut la peau des cercles vertueux?
3. Agents, mandataires, SPRD, agrégateurs : au service ou au frais des artistes?.